# 470 (szám)
A 470 (római számmal: CDLXX) egy természetes szám, szfenikus szám, a 2, az 5 és a 47 szorzata.

## A szám a matematikában
A tízes számrendszerbeli 470-es a kettes számrendszerben 111010110, a nyolcas számrendszerben 726, a tizenhatos számrendszerben 1D6 alakban írható fel.
A 470 páros szám, összetett szám, azon belül szfenikus szám, kanonikus alakban a 21 · 51 · 471 szorzattal, normálalakban a 4,7 · 102 szorzattal írható fel. Nyolc osztója van a természetes számok halmazán, ezek növekvő sorrendben: 1, 2, 5, 10, 47, 94, 235 és 470.
A 470 négyzete 220 900, köbe 103 823 000, négyzetgyöke 21,67948, köbgyöke 7,77498, reciproka 0,0021277. A 470 egység sugarú kör kerülete 2953,09709 egység, területe 693 977,81718 területegység; a 470 egység sugarú gömb térfogata 434 892 765,4 térfogategység.